# 1895년 영화
다음은 1895년 영화에 관한 정보이다. 1895년 영화계의 사건과 영화 목록, 영화인에 대해 다룬다.

## 사건
프랑스의 뤼미에르 형제는 손에 들 수 있을 정도로 가벼운 활동사진 카메라를 개발해 '시네마토그라프' (Cinématographe)라 명명하였다. 시네마토그라프는 촬영한 영상을 넓은 스크린에 영사할 수도 있었다. 뤼미에르 형제는 시네마토그라프를 이용해 여러 단편영상을 찍었고, 이 당시 촬영된 《뤼미에르 공장 노동자들의 퇴근》, 《라시오타 역에 도착하는 열차》 등은 오늘날 최초의 영화로 널리 인식되는 중요한 작품이 되었다.
영국에서는 로버트 W. 폴과 버트 에이커스가 최초의 35mm 필름 카메라인 '키네옵티콘' (Kineopticon)를 개발했다. 이들은 《클로블리 코티지 사고》 (Incident at Clovelly Cottage), 《옥스퍼드대와 케임브리지대의 보트 레이스》 (The Oxford and Cambridge University Boat Race), 《도버의 거친 바다》 (Rough Sea at Dover) 등의 영상을 남겼다.
프랑스의 발명가였던 레옹 고몽은 고몽 영화사를 설립했고, 발명가 앙리 졸리는 졸리-노르망당 60mm 필름 규격을 개발하였다. 미국의 우드빌 래덤은 자식들과 함께 '래덤 루프' (Latham Loop)를 개발하였는데, 카메라 작동 시 간헐 운동으로 필름이 덜컥거리며 끊기는 현상을 방지하기 위해 여유 공간을 두는 것이었다. 이 장치가 처음 도입된 에이돌로스코프는 최초의 와이드스크린 규격 (1.85:1)으로 된 영사기이기도 하다.
이밖에 윌리엄 케네디 딕슨과 앤토니아 딕슨은 미국 최초의 영화사 서적인 《키네토그래프, 키네토스코프, 키네토포노그래프의 역사》 (History of the Kinetograph, Kinetoscope, and Kinetophonograph)를 출간하였으며, 토머스 에디슨이 서문을 썼다. 미국의 무용가였던 애너벨 무어는 《애너벨의 서펜틴 댄스》 (Annabelle Serpentine Dance) 같은 무용 단편영화에 출연하여 화제에 올랐다.
- 2월 13일 - 뤼미에르 형제가 영사기와 영화 촬영기를 겸한 기계인 '시네마토그라프'에 대한 특허를 따냈다.
- 2월 22일 - 뤼미에르 형제의 영화가 처음으로 상영되었다. 단, 이때는 개인적으로 상영회를 열었다.
- 5월 27일 - 버트 에이커스가 자신의 이름으로 '키네옵티콘'에 대한 특허를 따냈다.
- 9월 말 - 미국 조지아주 애틀랜타에서 개최된 앨라배마 만국박람회에서 C. 프랜시스 젠킨스와 토머스 아마트가 활동사진 영사기인 팬토스코프를 선보였다.
- 11월 1일 - 독일의 스클라다노프스키 형제가 자체 개발한 비오스코프로 《복싱 캥거루》를 비롯한 작품을 촬영하고, 베를린에서 유료관람 상영회를 열었다. 이는 곧 유럽 최초의 영화 공개 상영회였다.
- 11월 28일 - 뤼미에르 형제가 프랑스 파리의 카퓌신 대로에 있던 그랑카페 (Grand Café)에서 처음으로 영화 유료관람 상영회를 열었다. 이 날은 영화가 단순한 실험매체를 넘어 오락매체로 발돋움한 날로 여겨진다.
- 12월 30일 - 미국 뉴저지주에서 활동사진 제작사인 아메리칸 뮤터스코프 바이오그래프 컴퍼니가 창립됐다. 윌리엄 케네디 딕슨과 허먼 카슬러 등이 공동으로 세웠다.[2] 허먼 카슬러는 68mm 필름 바이오그래프 카메라를 생산하였는데 이는 대형규격인 68 (70)mm 필름을 성공적으로 활용하게 된 최초의 사례다.

## 영화
- 뤼미에르 형제의 단편

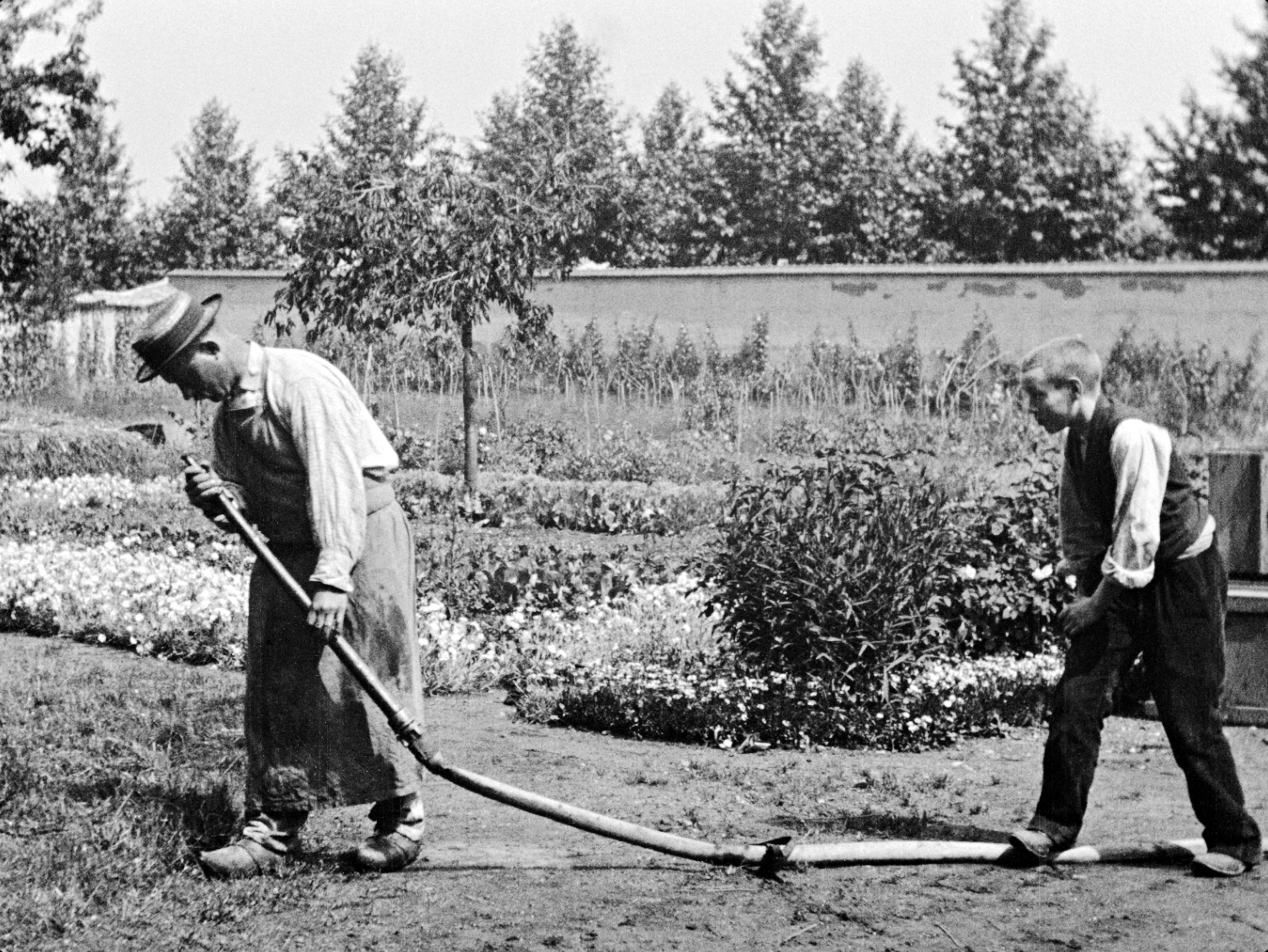
세계 최초의 코미디 영화이자 처음으로 허구의 이야기를 그려낸 영화로 평가받는 《정원사》 (L'Arroseur arrosé)

  - 《아기의 식사》 (Repas de bébé)
  - 《대장장이들》 (Les Forgerons)
  - 《항구를 떠나는 배》 (Barque sortant du port)
  - 《카드놀이》 (Partie de cartes)
  - 《기계 정육점》 (La Charcuterie mécanique)
  - 《벽 부수기》 (Démolition d'un mur)
  - 《금붕어 잡기》 (La Pêche aux poissons rouge)
  - 《리옹의 코르델리에 광장》 (Place des Cordeliers à Lyon)
  - 《포토그라프》 (Photograph)
  - 《리옹에 도착한 사진학회》 (Débarquement du congrès des photographie à Lyon)
  - 《모포 뛰어넘기》 (Le Saut à la couverture)
  - 《정원사》 (L'Arroseur Arrosé)
  - 《바다》 (La Mer)
  - 《모자로 변신하기》 (Chapeaux à Transformations)
  - 《말 곡예사》 (La Voltige)
  - 《공장 노동자들의 퇴근》 (La Sortie Des Usines Lumiere)
- 스클라다노프스키 형제의 단편
  - 《아크로바티셰스 포트푸리》 (Akrobatisches Potpourri)
  - 《민속춤 추는 두 아이》 (Bauerntanz zweier Kinder)
  - 《제르펜틴탠처린》 (Die Serpentintänzerin)
  - 《빈터가르텐프로그람》 (Das Wintergartenprogramm)
  - 《복싱 캥거루》(Boxing Kangaroo)
- 버트 에이커스의 단편
  - 《더비》 (The Derby)
  - 《클로벨리 커티지 사고》 (Incident at Clovelly Cottage)
  - 《킬 운하의 개통식》 (Opening of the Kiel Canal)
  - 《옥스퍼드대와 케임브리지대의 보트 레이스》 (The Oxford and Cambridge University Boat Race)
  - 《도버의 거친 바다》 (Rough Sea at Dover)
- 윌리엄 헤이즈의 단편
  - 《알리 공주》 (Princess Ali)
  - 《트릴비 히프노틱 씬》 (Trilby Hypnotic Scene)
  - 《트릴비 데스 씬》 (Trilby Death Scene)
- 《애너벨의 서펜틴 댄스》 (Annabelle Serpentine Dance)
- 《빌리 에드워드의 권투》 (Billy Edwards Boxing)
- 《딕슨의 실험 유성영화》 (The Dickson Experimental Sound Film) - 윌리엄 케네디 딕슨이 바이올린을 켜는 영화로, 역사상 최초의 유성영화다.
- 《메리 스튜어트의 처형》 (The Execution of Mary Stuart) - 역사상 최초로 특수효과를 활용한 영화.

## 탄생
- 2월 7일 - 미국의 배우 아니타 스튜어트 (~1961년)
- 2월 25일 - 스웨덴의 배우 피나르 악셀손 (~1971년)
- 3월 11일 - 미국의 배우 솀 하워드 (~1955년)
- 3월 25일 - 러시아계 프랑스 배우 발레리 인키지노프 (~1973년)
- 3월 27일 - 독일계 미국 배우 베티 샤드 (~1982년)
- 4월 7일 - 독일의 배우 마르가레트 쇤 (~1985년)
- 5월 6일 - 이탈리아의 배우 루돌프 발렌티노 (~1926년)
- 6월 10일 - 미국의 배우 해티 맥대니얼 (~1952년)
- 6월 24일 - 미국의 권투선수 출신 배우 잭 뎀지 (~1983년)
- 7월 25일 - 덴마크의 배우 잉게보리 스팡스펠트 (~1968년)
- 7월 26일 - 미국의 배우 그레이스 앨런 (~1964년)
- 9월 11일 - 스웨덴의 배우 우노 헨닝 (~1970년)
- 9월 22일 - 오스트리아 출신 미국 영화배우 폴 무니 (~1967년)
- 10월 4일 - 미국의 배우, 영화감독 버스터 키튼 (~1966년)
- 10월 21일 - 미국의 배우 에드나 펄비안스 (~1958년)
- 11월 14일 - 미국의 배우 루이스 허프 (~1973년)
- 12월 3일 - 폴란드의 배우 타데우시 올샤 (~1975년)